# Leszek Gajda

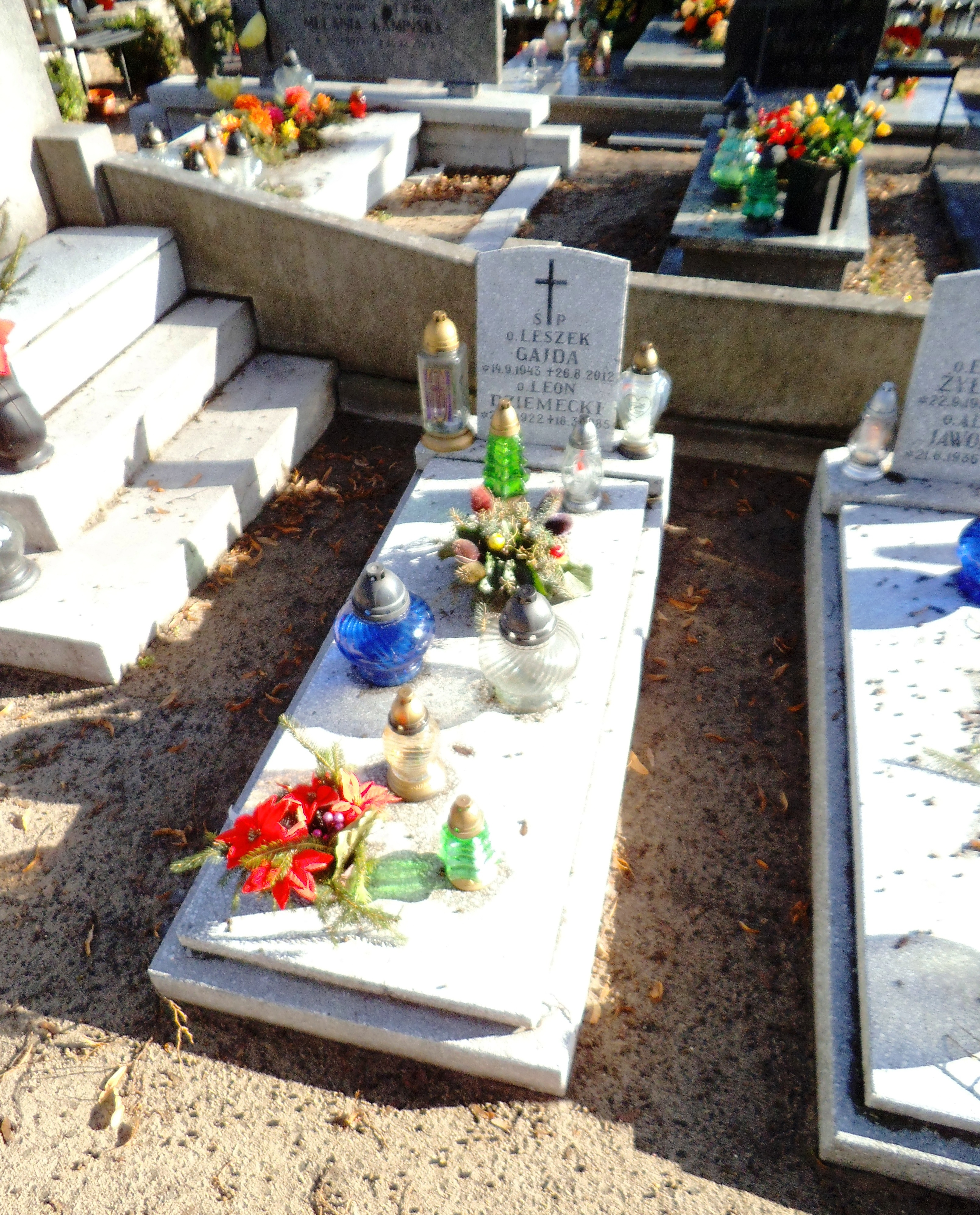
Grób o. Leszka Gajdy, w kwaterze redemptorystów na cmentarzu NMP w Toruniu

Leszek Gajda CSsR (ur. 14 września 1943 w Czubrowicach koło Olkusza, zm. w nocy 26/27 sierpnia 2012 w Toruniu) – polski redemptorysta, wikariusz prowincjała od 1984 do 1987, a w latach 1990–1996 prowincjał, rekolekcjonista, misjonarz ludowy, doktor teologii duchowości, wykładowca i rektor WSD Redemptorystów w Tuchowie. Był przełożonym domów zakonnych w Tuchowie, Krakowie, Toruniu, Gliwicach i Elblągu.

## Życiorys
Urodził się 14 września 1943 w Czubrowicach koło Olkusza. Do nowicjatu redemptorystów wstąpił w Braniewie w 1961 po zakończeniu nauki w Niższym Seminarium Duchownym w Toruniu. Zachęcił młodego wówczas Tadeusza Rydzyka (obecnego dyrektora Radia Maryja i Telewizji Trwam) do wstąpienia do Zgromadzenia Redemptorystów. 24 września 1962 złożył pierwsze śluby zakonne. 21 czerwca 1970 otrzymał święcenia kapłańskie z rąk ks. abp. Jerzego Ablewicza w Tuchowie. W latach 1970–1971 studiował w tirocinium misyjno-pastoralnym w Toruniu przy domu zakonnym redemptorystów przy kościele św. Józefa. W latach 1971–1975 studiował na Tersianum w Rzymie, uzyskując stopień doktora teologii duchowości życia wewnętrznego. Pełnił funkcję prefekta postulatu w latach 1976-1978 i rektora WSD Redemptorystów w Tuchowie w latach 1978–1981. W seminarium był wykładowcą teologii duchowości oraz liturgiki.
W latach 1984–1987 był wikariuszem Przełożonego Warszawskiej Prowincji, a w latach 1990–1996 prowincjałem (za jego kadencji wydano zezwolenie na powstanie Radia Maryja, otwarto domy w Siekierkach nad Odrą i Szczecinie, a także podjęto pracę w Rosji i Kazachstanie). Od 1987 do 1990 pełnił urząd proboszcza parafii św. Józefa w Toruniu. Ojciec Gajda sprawował również urząd przełożonego w Tuchowie, Krakowie, Toruniu, Gliwicach i Elblągu. W swojej posłudze kapłańskiej przeprowadził wiele rekolekcji (dla kapłanów, kleryków, sióstr zakonnych i osób świeckich) oraz misji ludowych. Był kapelanem toruńskiego Domu Seniora.
W latach dziewięćdziesiątych pracował w Komisji do spraw Powołań oraz Komisji Duszpasterstwa Ogólnego przy Konferencji Episkopatu Polski.
Zmarł w nocy z 26 na 27 sierpnia 2012 po długiej i ciężkiej chorobie w domu zakonnym w Toruniu, gdzie przebywał przez ostatnie lata. Został pochowany w grobowcu redemptorystów na cmentarzu NMP przy ul. Wybickiego.